# Бербетешть (Арджеш)
Бербетешть, Бербетешті (рум. Bărbătești) — село у повіті Арджеш в Румунії. Входить до складу комуни Коку.
Село розташоване на відстані 127 км на північний захід від Бухареста, 19 км на захід від Пітешть, 91 км на північний схід від Крайови, 112 км на південний захід від Брашова.

## Населення
За даними перепису населення 2002 року у селі проживали 659 осіб, усі — румуни. Усі жителі села рідною мовою назвали румунську.